# ألاريك الثاني

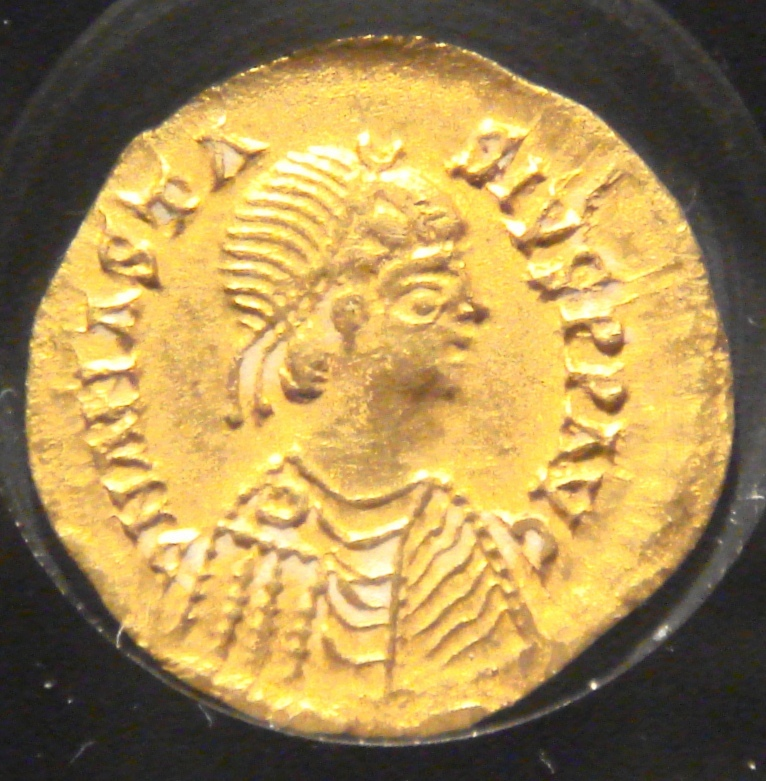
ألاريك الثاني

ألاريك الثاني (؟ - معركة فويليه، ربيع سنة 507) ملك القوط الغربيين ، حكم من سنة 484 إلى وفاته في معركة معركة فويلي.